# كأس ليتوانيا 2013–14
كأس ليتوانيا 2013–14 هو الموسم 25 من كأس ليتوانيا. أقيم خلال الفترة 4 يونيو 2013 وحتى 17 مايو 2014، وأشرف على تنظيمه اتحاد ليتوانيا لكرة القدم، وكان عدد الأندية المشاركة فيه 48، وفاز فيه نادي جالغيريس.